# San Juan (Uruguay)
Il San Juan è un fiume dell'Uruguay. 
Nasce dall'area collinare denominata Cuchilla de San Salvador e sfocia nel Río de la Plata, di cui è affluente.
In prossimità della sua foce si trova il Parco nazionale Aarón de Anchorena.